# Podinspektor Policji
Podinspektor Policji (podinsp.) – stopień w korpusie oficerów starszych Policji. Niższym stopniem jest nadkomisarz, a wyższym młodszy inspektor.
Oficera Policji na stopień podinspektora mianuje Komendant Główny Policji po przesłużeniu w stopniu nadkomisarza co najmniej czterech lat. Podinspektor, po przesłużeniu w tym stopniu kolejnych trzech lat, może być mianowany młodszym inspektorem Policji.
Podinspektor Policji jest równorzędny majorowi (komandorowi podporucznikowi) Wojska Polskiego i Straży Granicznej oraz podinspektorowi celnemu Służby Celnej i młodszemu brygadierowi Państwowej Straży Pożarnej.